# (28649) 2000 GZ1
2000 جي زد 1 (ويعرف أيضًا باسم (28649) 2000 جي زد 1 وفق تسمية الكوكب الصغير) (بالإنجليزية: 2000 GZ1)‏ هو كويكب ضمن حزام الكويكبات؛ وترتيبه 28649 من حيث الاكتشاف.
اكتُشف هذا الجُرم الفلكي بواسطة Charles W. Juels ‏ في 4 أبريل 2000.

## وصلات خارجية
- (28649) 2000 GZ1 في قاعدة بيانات مختبر الدفع النفاث لأجرام النظام الشمسي الصغيرة

- الاكتشاف · مخطط المدار ·  العناصر المدارية · المعلمات المادية

- (28649) 2000 GZ1 على موقع ويكي سكاي: DSS2, SDSS, GALEX, IRAS, Hydrogen α, X-Ray, Astrophoto, Sky Map, Articles and images